# Антониево-Сийский монастырь (деревня)
Антониево-Сийский монастырь — деревня в Холмогорском районе Архангельской области.

## География
Находится в центральной части Архангельской области на расстоянии приблизительно 14 км на северо-запад по прямой от села Емецк на берегах озера Большое Михайловское.

## История
Населенный пункт существовал при Антониево-Сийском монастыре, основанном в 1520 году. В 1859 году здесь (тогда деревня Холмогорского уезда Архангельской губернии) было учтено 2 двора, в 1905 — 8. Кроме того, в том же году здесь был отмечен выселок Монастырская с 17 дворами. До 2022 года входила в Емецкое сельское поселение до его упразднения.

## Население
Численность населения: 10 человек (1859 год), 36 и 101 в выселке Монастырская (1905), 60 (русские 95 %) в 2002 году, 62 в 2010.